# The Devil Inside
The Devil Inside is een Amerikaanse horrorfilm onder regie van William Brent Bell. De productie ging op 5 januari 2012 in première in de Verenigde Staten en op 9 februari 2012 in Nederland.

## Verhaal
Isabella Rossi (Fernanda Andrade) maakt een documentaire over exorcismen en reist daarvoor naar Italië. Daar hoopt ze meer te weten te komen over haar moeder Maria, die twintig jaar eerder drie mensen vermoordde die een exorcisme op haar uitvoerden. Sindsdien verblijft Maria in een gesloten psychiatrisch ziekenhuis in Rome. Ter plaatse maakt Isabella kennis met priesters Ben Rawlings (Simon Quarterman) en David Keane (Evan Helmuth). Zij onderzoeken van zaak tot zaak of er sprake is van bezetenheid of van een psychiatrische aandoening. Isabella vergezelt hen naar verschillende casussen en zoekt samen met de twee mannen haar moeder op.

## Rolverdeling
- Fernanda Andrade als Isabella Rossi
- Simon Quarterman als Ben Rawlings
- Evan Helmuth als David Keane
- Ionut Grama als Mike Schaefer
- Suzan Crowley als Maria Rossi
- Bonnie Morgan als Rosa
- Brian Johnson als Luitenant Dreyfus